# Laurent Recouderc
Laurent Recouderc (ur. 10 lipca 1984 w Tuluzie) – francuski tenisista.

## Kariera tenisowa
Jako zawodowy tenisista występował w latach 2003–2015.
W singlu jego największymi sukcesami są 3 tytuły w turniejach rangi ATP Challenger Tour.
W rankingu gry pojedynczej Recouderc najwyżej był na 124. miejscu (26 października 2009), a w klasyfikacji gry podwójnej na 320. pozycji (19 lipca 2010).

### Zwycięstwa w turniejach ATP Challenger Tour w grze pojedynczej
| Końcowy wynik | Nr | Data | Turniej | Nawierzchnia | Przeciwnik            | Wynik finału |
| ------------- | -- | ---- | ------- | ------------ | --------------------- | ------------ |
| Zwycięzca     | 1. | 2008 | Bytom   | Ceglana      | Pablo Santos Gonzalez | 6:3, 6:4     |
| Zwycięzca     | 2. | 2009 | Rabat   | Ceglana      | Santiago Ventura      | 6:0, 6:2     |
| Zwycięzca     | 3. | 2009 | Bytom   | Ceglana      | Jan Hájek             | 6:3, 6:4     |